# Râul Alba
Râul Alba (sau Râul Mărăști) este un curs de apă, afluent al râului Șușița. Râul se formează la confluența brațelor Andra și Ținta

## Hărți
- Ovidiu Gabor - Economic Mechanism in Water Management  Arhivat în 5 martie 2009, la Wayback Machine.